# Bettant
Bettant ist eine französische Gemeinde mit 762 Einwohnern (Stand: 1. Januar 2022) im Département Ain in der Region Auvergne-Rhône-Alpes. Sie gehört zum Arrondissement Belley und zum Kanton Ambérieu-en-Bugey.

## Geografie
Die Gemeinde Bettant liegt im Nordwesten der Landschaft Bugey am Austritt der Albarine aus den südwestlichsten Jura-Ausläufern in das Tiefland des unteren Ain-Tales. Umgeben wird Bettant von den Nachbargemeinden Ambérieu-en-Bugey im Norden und Osten, Torcieu im Südosten, Vaux-en-Bugey im Süden und Südwesten, Ambutrix im Westen sowie Saint-Denis-en-Bugey im Nordwesten.

## Bevölkerungsentwicklung
| Jahr                       | 1962 | 1968 | 1975 | 1982 | 1990 | 1999 | 2006 | 2013 | 2020 |
| Einwohner                  | 545  | 567  | 586  | 594  | 703  | 683  | 707  | 746  | 748  |
| Quellen: Cassini und INSEE |      |      |      |      |      |      |      |      |      |

## Sehenswürdigkeiten

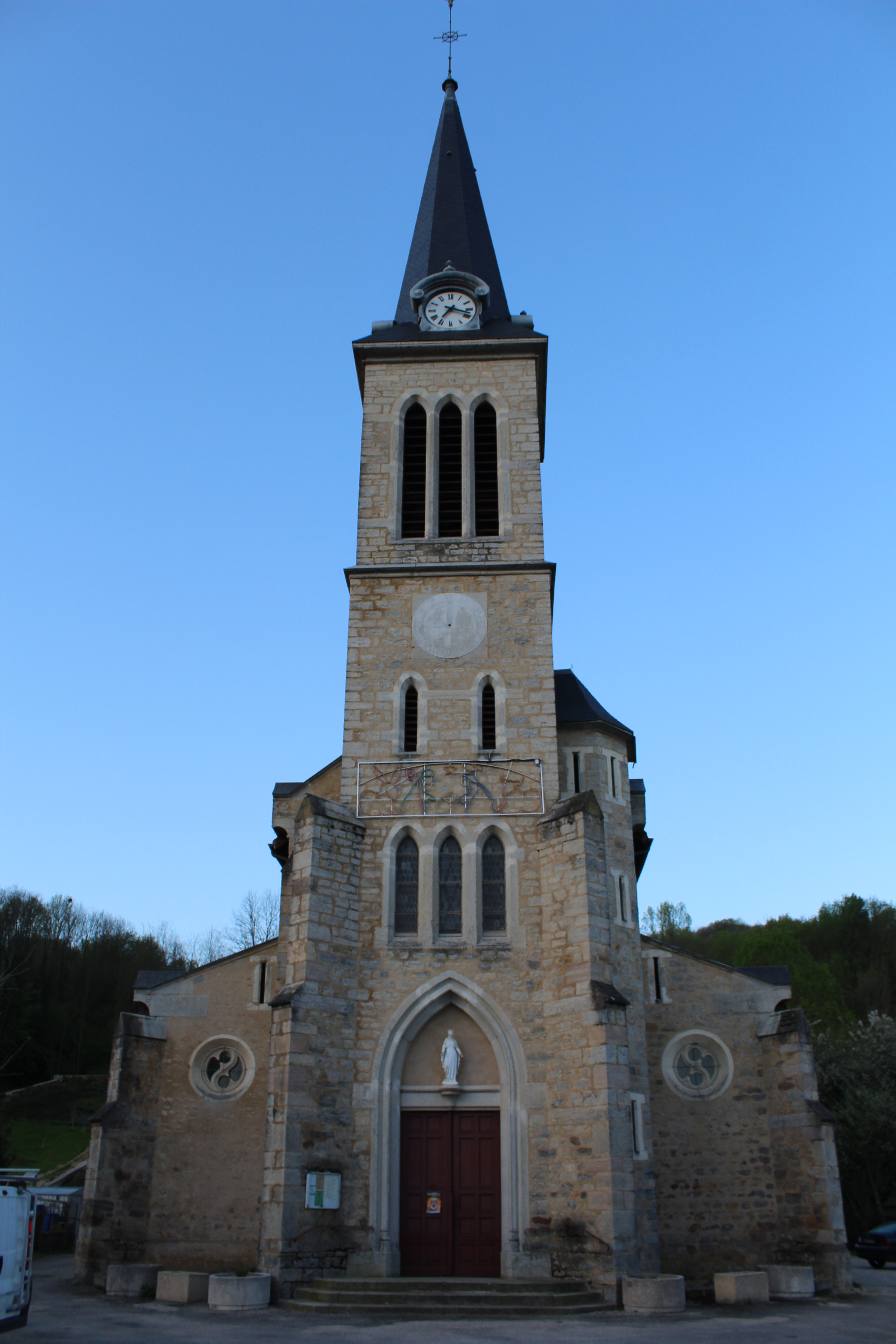
Kirche Notre-Dame-des-Neiges
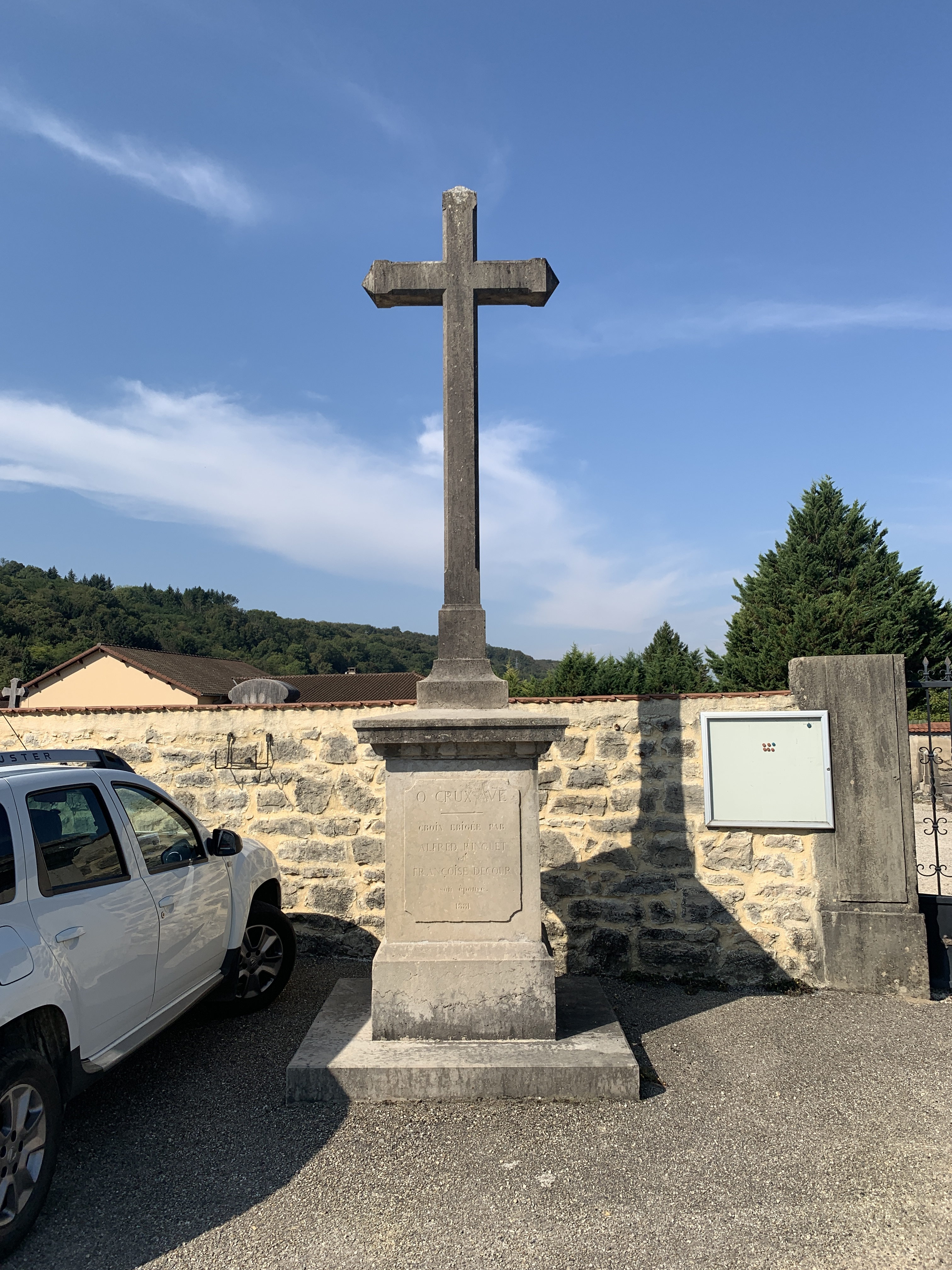
Monumentalkreuz
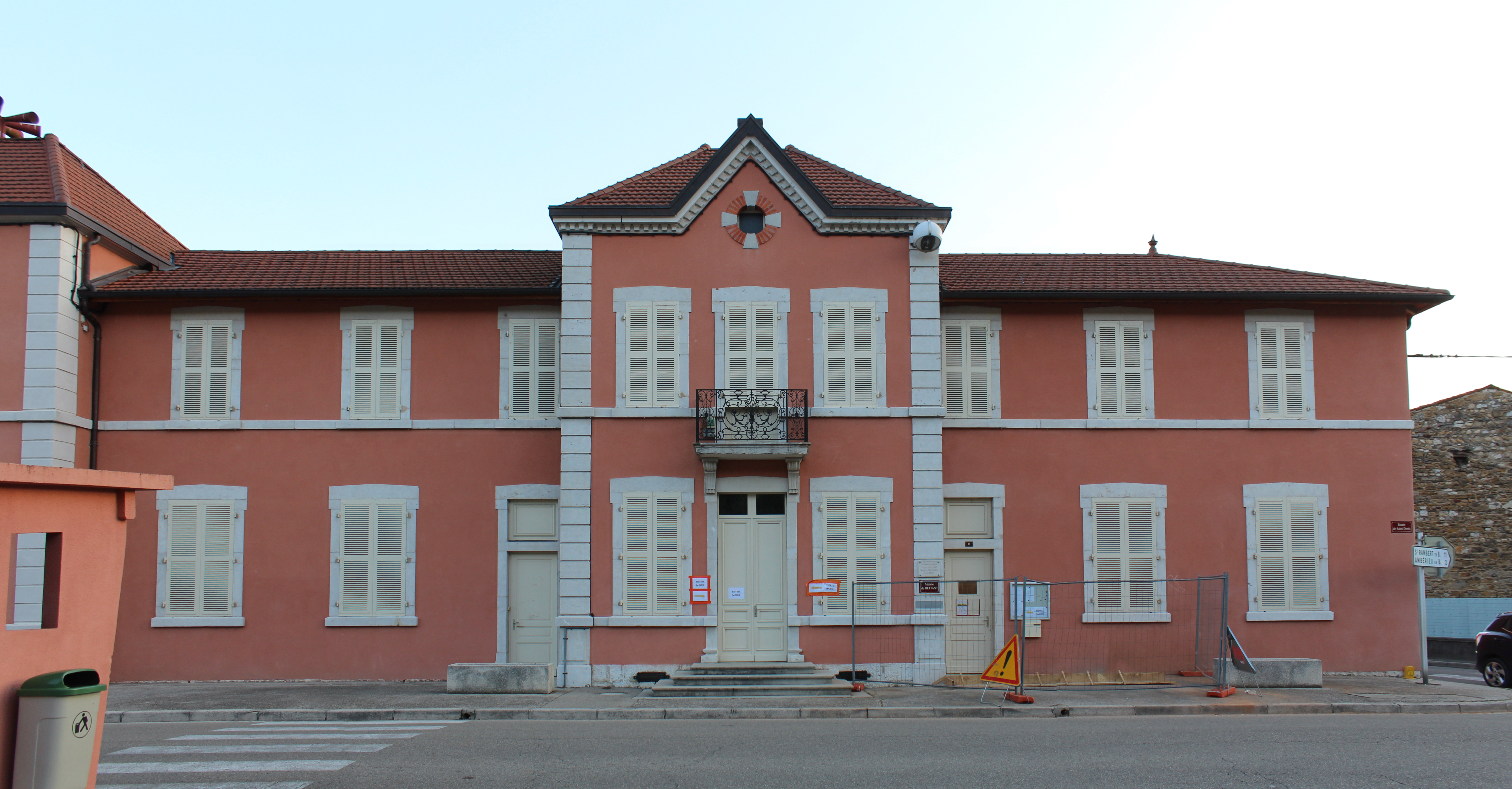
Mairie (Rathaus)
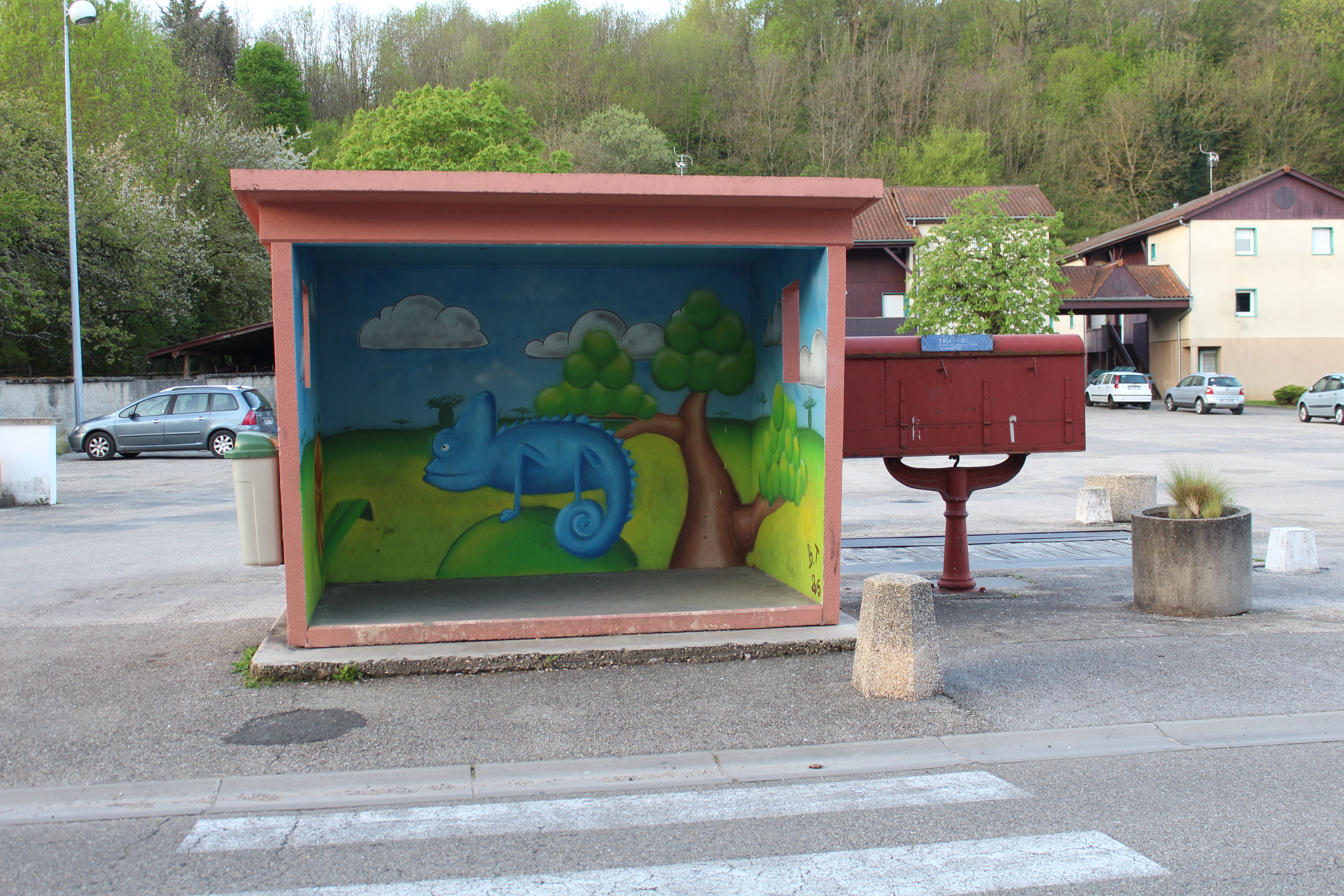
Ehemalige öffentliche Waage
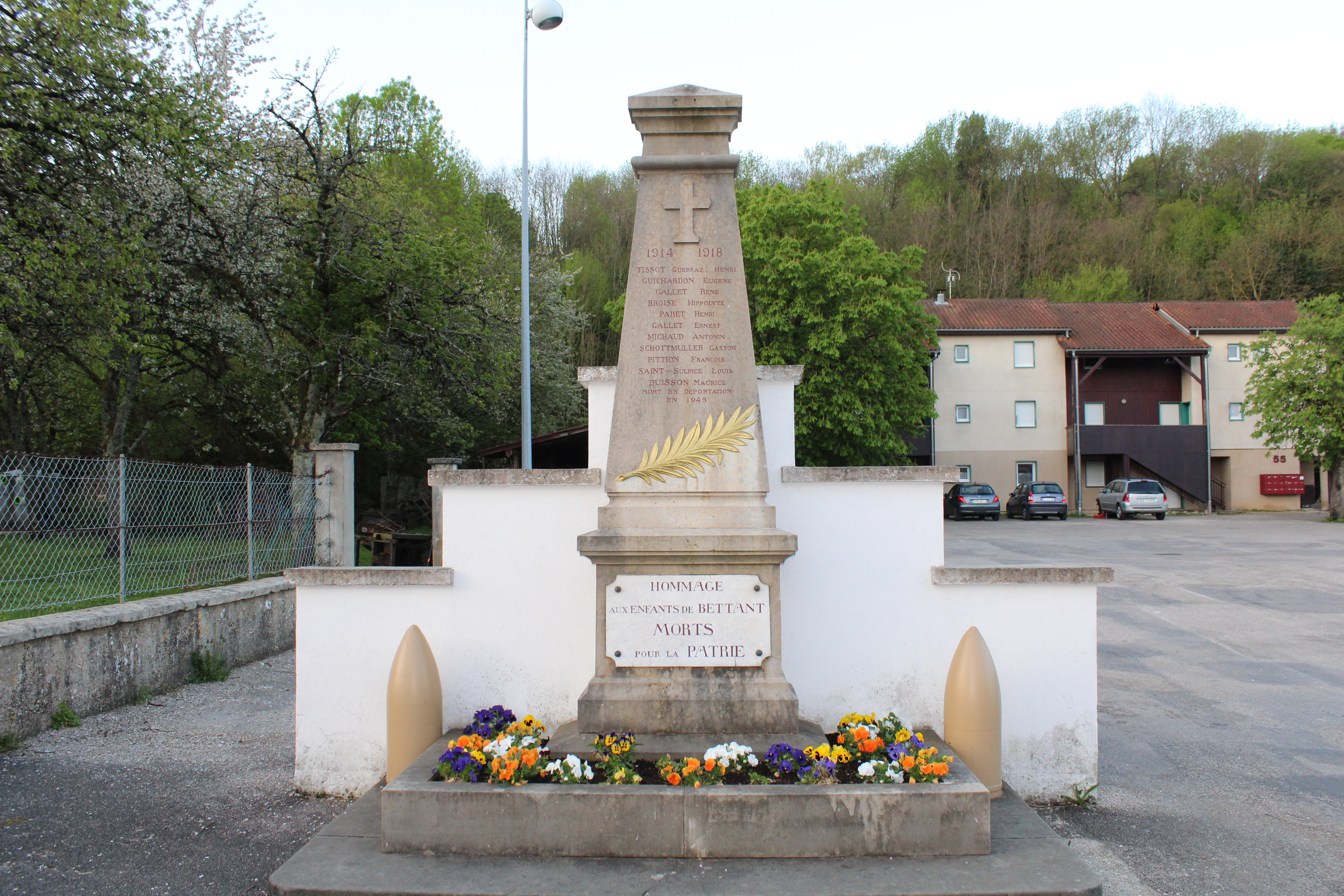
Gefallenendenkmal

- Kirche Notre-Dame-des-Neiges
- Monumentalkreuz
- Mairie (Rathaus)
- Ehemalige öffentliche Waage
- Gefallenendenkmal